# Lohja Crusaders
I Lohja Crusaders sono una squadra di football americano Lohja, in Finlandia; fondati nel 2017 come collaborazione tra gli Hanko Sun City e i Lohja Lions, hanno vinto 1 titolo nazionale maschile di secondo livello.
L'11 novembre 2023 la squadra ha ufficializzato il cambio di nome da United Newland Crusaders a Lohja Crusaders.

## Dettaglio stagioni

### Tornei nazionali

#### Campionato

##### Vaahteraliiga
| Stagione | regular season | regular season | regular season | regular season | regular season | regular season | playoff | playoff | playoff | playoff | playoff | playoff   | playoff    |
|          | Vin            | Par            | Per            | Tot            | PF             | PS             | Vin     | Per     | Tot     | PF      | PS      | risultato | avversaria |
| -------- | -------------- | -------------- | -------------- | -------------- | -------------- | -------------- | ------- | ------- | ------- | ------- | ------- | --------- | ---------- |
| 2021     | 2              | 0              | 6              | 8              | 184            | 258            | -       | -       | -       | -       | -       | -         | -          |
| 2022     | 2              | 0              | 10             | 12             | 205            | 517            | -       | -       | -       | -       | -       | -         | -          |
| 2023     | 4              | 0              | 8              | 12             | 359            | 412            | -       | -       | -       | -       | -       | -         | -          |
| 2024     | 1              | 0              | 11             | 12             | 197            | 624            | -       | -       | -       | -       | -       | -         | -          |
| Totale   | 9              | 0              | 35             | 44             | 945            | 1811           | -       | -       | -       | -       | -       |           |            |

Fonti: Enciclopedia del Football - A cura di Roberto Mezzetti

##### I-divisioona
| Stagione | regular season | regular season | regular season | regular season | regular season | regular season | playoff | playoff | playoff | playoff | playoff | playoff    | playoff             |
|          | Vin            | Par            | Per            | Tot            | PF             | PS             | Vin     | Per     | Tot     | PF      | PS      | risultato  | avversaria          |
| -------- | -------------- | -------------- | -------------- | -------------- | -------------- | -------------- | ------- | ------- | ------- | ------- | ------- | ---------- | ------------------- |
| 2018     | 3              | 0              | 5              | 8              | 257            | 307            | 0       | 1       | 1       | 16      | 49      | Semifinale | Helsinki Wolverines |
| 2019     | 2              | 0              | 6              | 8              | 205            | 267            | -       | -       | -       | -       | -       | -          | -                   |
| 2020     | 3              | 0              | 2              | 5              | 216            | 109            | 2       | 0       | 2       | 64      | 44      | Campioni   | Kotka Eagles        |
| Totale   | 8              | 0              | 13             | 21             | 678            | 683            | 2       | 1       | 3       | 80      | 93      |            |                     |

Fonti: Enciclopedia del Football - A cura di Roberto Mezzetti

### Riepilogo fasi finali disputate
| Anno             | Luogo    | Evento       | Fase del torneo | Incontro                                       | Risultato |
| 25 agosto 2018   | Helsinki | I-divisioona | Semifinale      | Helsinki Wolverines - United Newland Crusaders | 16 - 49   |
| 5 settembre 2020 | Kotka    | I-divisioona | Spaghettimalja  | Kotka Eagles - United Newland Crusaders        | 10 - 20   |

## Palmarès
- 1 Spaghettimalja (2020)